# Balmaceda chickeringi
Balmaceda chickeringi is een spinnensoort uit de familie van de springspinnen (Salticidae).
De wetenschappelijke naam van de soort werd in 1951 gepubliceerd door Carl Friedrich Roewer.